# Pseudosymmachia flavescens
Pseudosymmachia flavescens är en skalbaggsart som beskrevs av Brenske 1892. Pseudosymmachia flavescens ingår i släktet Pseudosymmachia och familjen Melolonthidae. Inga underarter finns listade i Catalogue of Life.